# (16816) 1997 UF9
(16816) 1997 UF9 est un astéroïde Apollon découvert en 1997.

## Description
(16816) 1997 UF9 a été découvert le 29 octobre 1997 à l'observatoire Magdalena Ridge, situé dans le comté de Socorro, au Nouveau-Mexique (États-Unis), par le projet Lincoln Near-Earth Asteroid Research (LINEAR).

### Caractéristiques orbitales
L'orbite de cet astéroïde est caractérisée par un demi-grand axe de 1,44 UA, un périhélie de 0,57 UA, une excentricité de 0,60 et une inclinaison de 25,91° par rapport à l'écliptique. Du fait de ces caractéristiques, à savoir un demi-grand axe supérieur à 1 UA et un périhélie inférieur à 1,017 UA, il est classé comme astéroïde Apollon.

### Caractéristiques physiques
(16816) 1997 UF9 a une magnitude absolue (H) de 16,2 et un albédo estimé à 0,333.